# Chitonospora ammophila
Chitonospora ammophila är en svampart som beskrevs av E. Bommer, M. Rousseau & Sacc. 1891. Enligt Catalogue of Life ingår Chitonospora ammophila i släktet Chitonospora, ordningen kolkärnsvampar, klassen Sordariomycetes, divisionen sporsäcksvampar och riket svampar, men enligt Dyntaxa är tillhörigheten istället släktet Chitonospora, familjen Amphisphaeriaceae, ordningen kolkärnsvampar, klassen Sordariomycetes, divisionen sporsäcksvampar och riket svampar. Arten är reproducerande i Sverige. Inga underarter finns listade i Catalogue of Life.